# 73610 Klyuchevskaya
73610 Klyuchevskaya è un asteroide della fascia principale. Scoperto nel 1977, presenta un'orbita caratterizzata da un semiasse maggiore pari a 1,8949335 UA e da un'eccentricità di 0,0705287, inclinata di 19,66118° rispetto all'eclittica.